# Neuer Weg 45 (Quedlinburg)

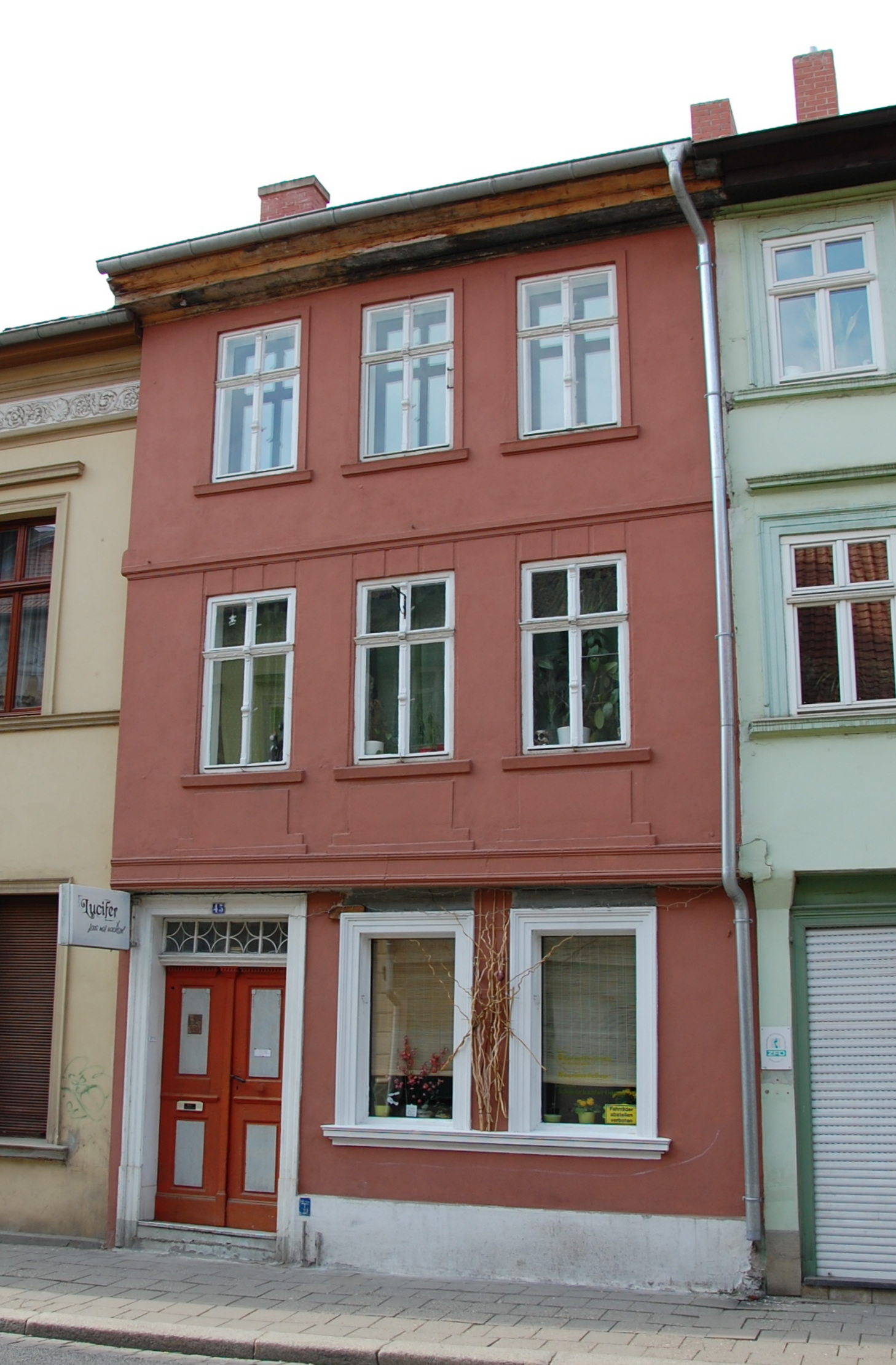
Haus Neuer Weg 45, Vorderhaus

Das Haus Neuer Weg 45 ist ein Gebäudekomplex in Quedlinburg in Sachsen-Anhalt. Ein auf der Hofseite befindlicher Gebäudeflügel ist denkmalgeschützt.

## Lage
Es ist im Quedlinburger Denkmalverzeichnis als Wirtschaftsgebäude eingetragen, gehört zum UNESCO-Weltkulturerbe und befindet sich südlich der historischen Quedlinburger Altstadt, auf der Westseite des Neuen Wegs. Westlich des Grundstücks verläuft der Stiefelgraben.

## Architektur und Geschichte
Das kleine zweigeschossige Fachwerkhaus entstand in der zweiten Hälfte des 17. Jahrhunderts und ist weitgehend im ursprünglichen Erscheinungsbild erhalten. Es ist schlicht gestaltet und nur fünf Gebinde breit. Bedeckt ist das Haus mit einem mit Nonnenziegel gedeckten Kalkleistendach.
Nachdem das Wirtschaftsgebäude nicht mehr vorhanden war, wurde es 2024 aus dem Denkmalverzeichnis gestrichen.